# St. Marien „Unser lieben Frauen“ (Pritzerbe)

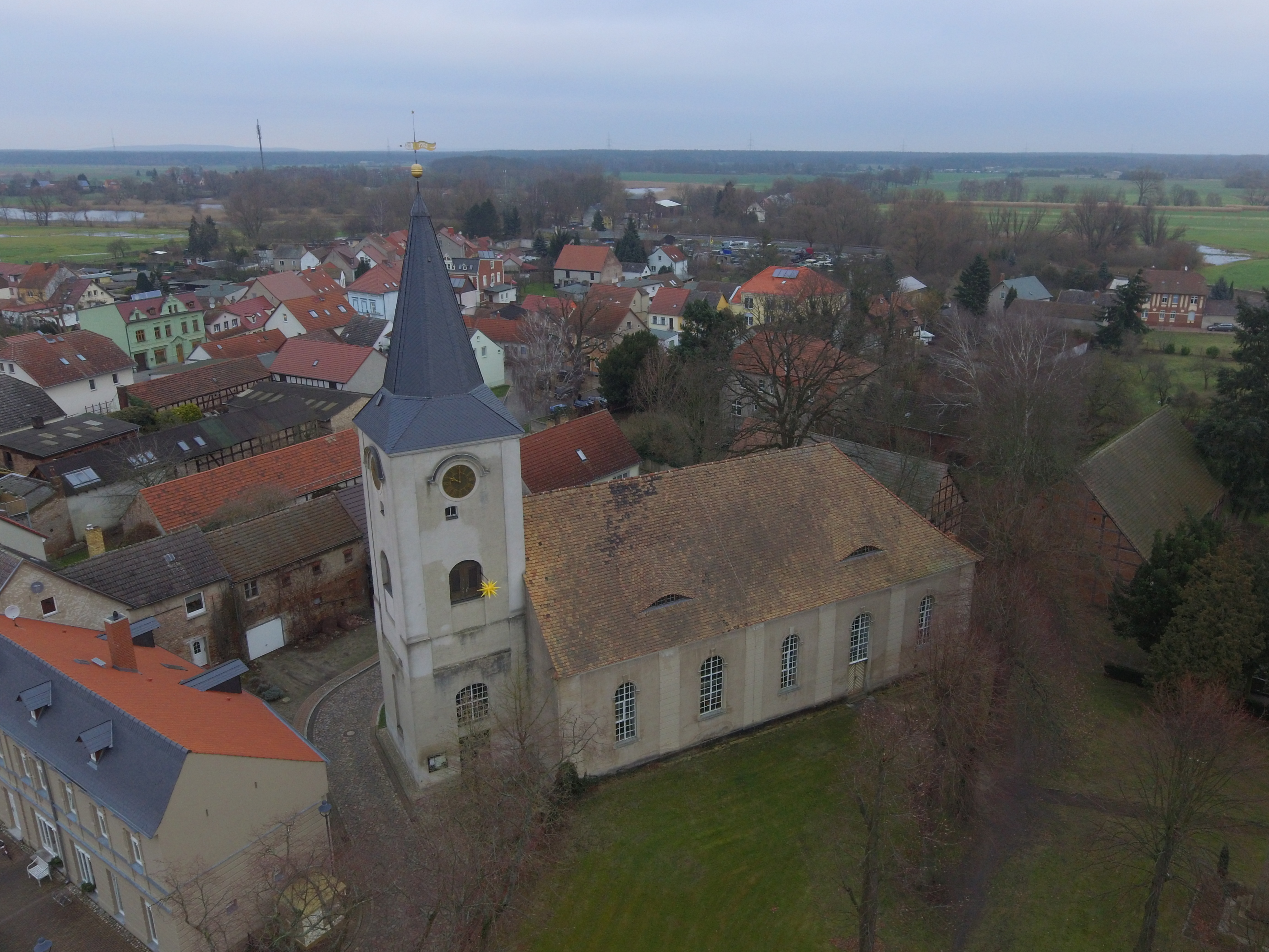
St. Marien „Unser lieben Frauen“

Die Stadtkirche Sankt Marien „Unser lieben Frauen“ ist eine einschiffige Saalkirche und die evangelische Pfarrkirche der Stadt Havelsee im Ortsteil Pritzerbe.

## Geschichte
Vermutlich im Jahre 1207 oder 1208 gab es in Pritzerbe einen ersten Kirchenbau, eine Marienkirche, die bei späteren Bränden jedoch zerstört wurde. Das konkrete Aussehen der Kirche ist nicht überliefert. So ist lediglich bekannt, dass sie einen Hochaltar hatte. Aufgrund unterschiedlicher Wandstärken wird vermutet, dass die alte Marienkirche eine Kreuzform aufwies. Schriftlich belegt ist als erster Pfarrer ein gewisser Plebanus Balduin. Pritzerbe war während des Hochmittelalters wiederholt Residenz des Bischofs von Brandenburg. 1689 zerstörte nach einem Blitzschlag ein Brand die gesamte Stadt einschließlich der Kirche. Der Taufstein konnte aus dem mittelalterlichen Bau gerettet werden.
Ab dem Jahr 1691 stand an Stelle der abgebrannten Kirche ein Notbau, der 1740 umgebaut wurde. Im Jahr 1773 gab es erneut einen Stadtbrand, bei dem unter anderem abermals die Kirche vollständig zerstört wurde. Sie wurde mit staatlicher Unterstützung wieder aufgebaut und 1783 geweiht. Drei Jahre später wurde der Kirchturm fertiggestellt. 1789 bekam die neue Kirche durch Schenkung oder Kauf eine Orgel des Orgelbaumeisters Joachim Wagner, welche sich vorher in der Kirche des Militärwaisenhauses Potsdam befand. 1793 bekam der Kirchturm neue Glocken eingebaut. Zwei dieser Kirchenglocken und die Prospektpfeifen der Orgel wurden im Zuge des Ersten Weltkriegs beschlagnahmt. 1938 erfolgte eine Instandsetzung der Kirche. Der Kirchenmaler Robert Sandfort fertigte 1938 die Emporenmalereien an, die die vier Evangelistensymbole zeigen. An den Seitenemporen wurden die Weihnachtsgeschichte und die Auferstehung Jesus Christus künstlerisch dargestellt. Im Jahr 1980 wurde die Kirche abermals renoviert. 2000 erfolgte die Erneuerung des Kirchturms und der Turmuhr und ein Jahr später die Sanierung der Decke und die Sicherung des Dachs.

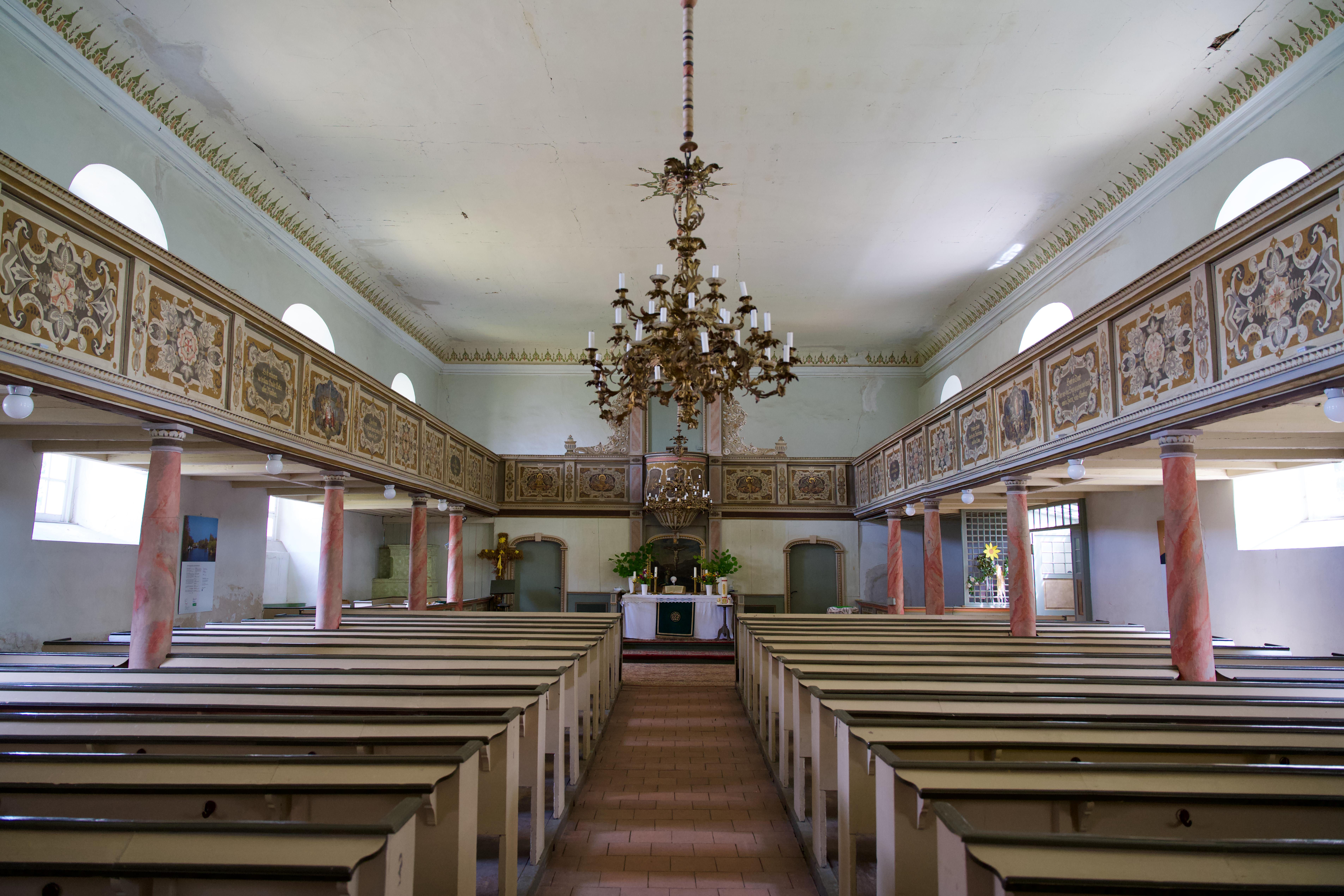
Innenraum

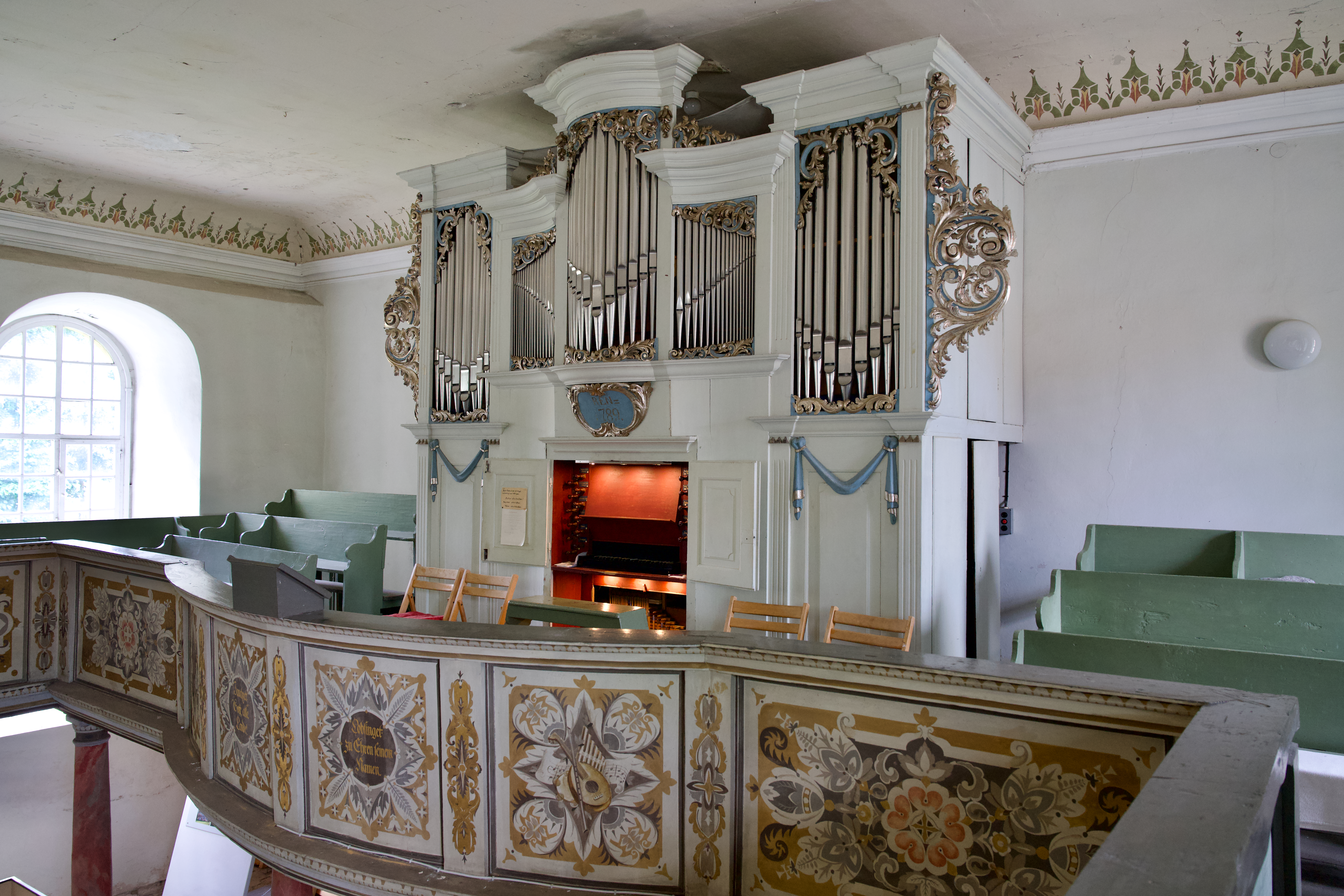
Die Wagner-Orgel auf der westlichen Empore

## Bauwerk
Bei der Stadtkirche handelt sich um einen schlichten barocken Putzbau mit einem schmalen quadratischen Westturm mit Pyramidenspitze. Die Fenster im Schiff sind schmucklose Rundbogen- beziehungsweise Sprossenfenster. Auf der Nord- und der Südseite wurden jeweils fünf solcher Fenster eingearbeitet. Auf der Nordseite befindet sich unmittelbar unter dem dritten Fenster ein Portal. Die verputzten Außenwänden sind zwischen den Fenstern und zu den Ecken mit Lisenen im Quaderputz verzieht. Das Dach des Schiffes besitzt einen durch den Kirchturm teilweise verdeckten Giebel auf der Westseite, während es nach Osten hin als Walmdach gearbeitet wurde. Auf der Nord- und auf der Südseite gibt es jeweils zwei Fledermausgauben als Fensteröffnungen. Die Ostseite der Kirche ist fensterlos. Einzige Auffälligkeiten sind mittig ein doppeltüriges segmentbogiges Portal und Ecklisenen. 
Im Turm befindet sich eine Turmuhr mit rundem Zifferblatt. Unterhalb der Kirchturmuhr wurden segmentbogige Schallöffnungen für das Geläut eingearbeitet. Rechteckportale befindet sich auf der Süd- und Nordseite des Turms. Über diesen finden sich jeweils Segmentbogenfenster mit Sprossen. Auf der Nordseite wurden unmittelbar unter der Schallöffnung noch zwei kleine Rechteckfenster für den Aufstieg eingearbeitet. Weiterhin gibt es noch nach jeder Seite ein sehr kleines Segmentbogenfenster unterhalb der Kirchturmuhr leicht rechts beziehungsweise links neben die Mittellinie verlagert. Über den Zifferblättern der Turmuhr gibt es Fensterverdachungen als Verzierungen und die Ecken des Turms sind in der oberen Hälfte ebenfalls mit Lisenen gestalterisch abgesetzt. Der Turmhelm läuft zunächst flach in einem tetragonalen, dann nach scharfem Bruch in einem oktogonalen Querschnitt spitz zusammen. Auf der Spitze finden sich Turmkugel und Windfahne. Die wertvolle barocke Orgel hat nach mehreren Umbauten und Restaurierungen heute 14 Register auf einem Manual und Pedal.

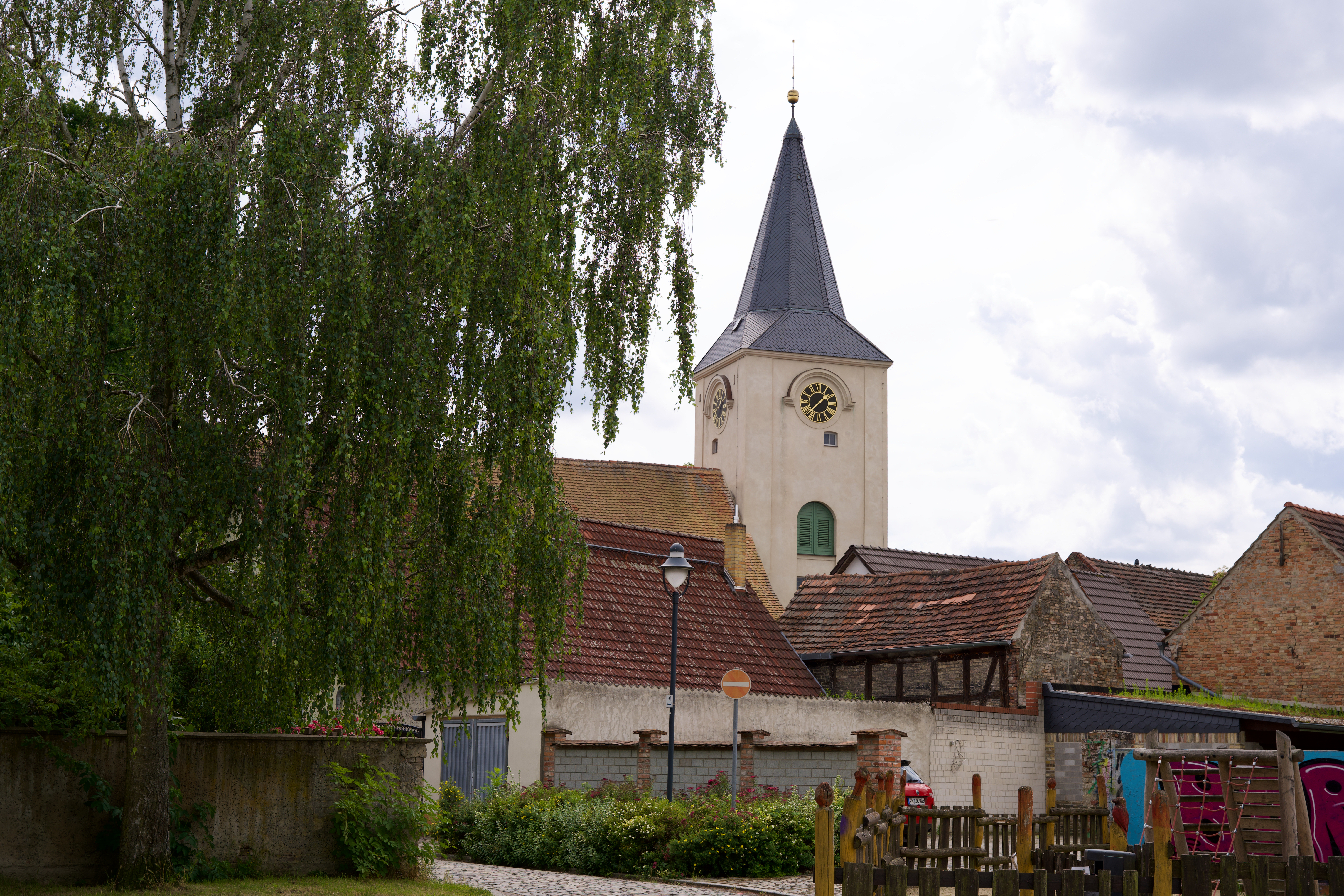
Kirchturm aus Richtung Norden
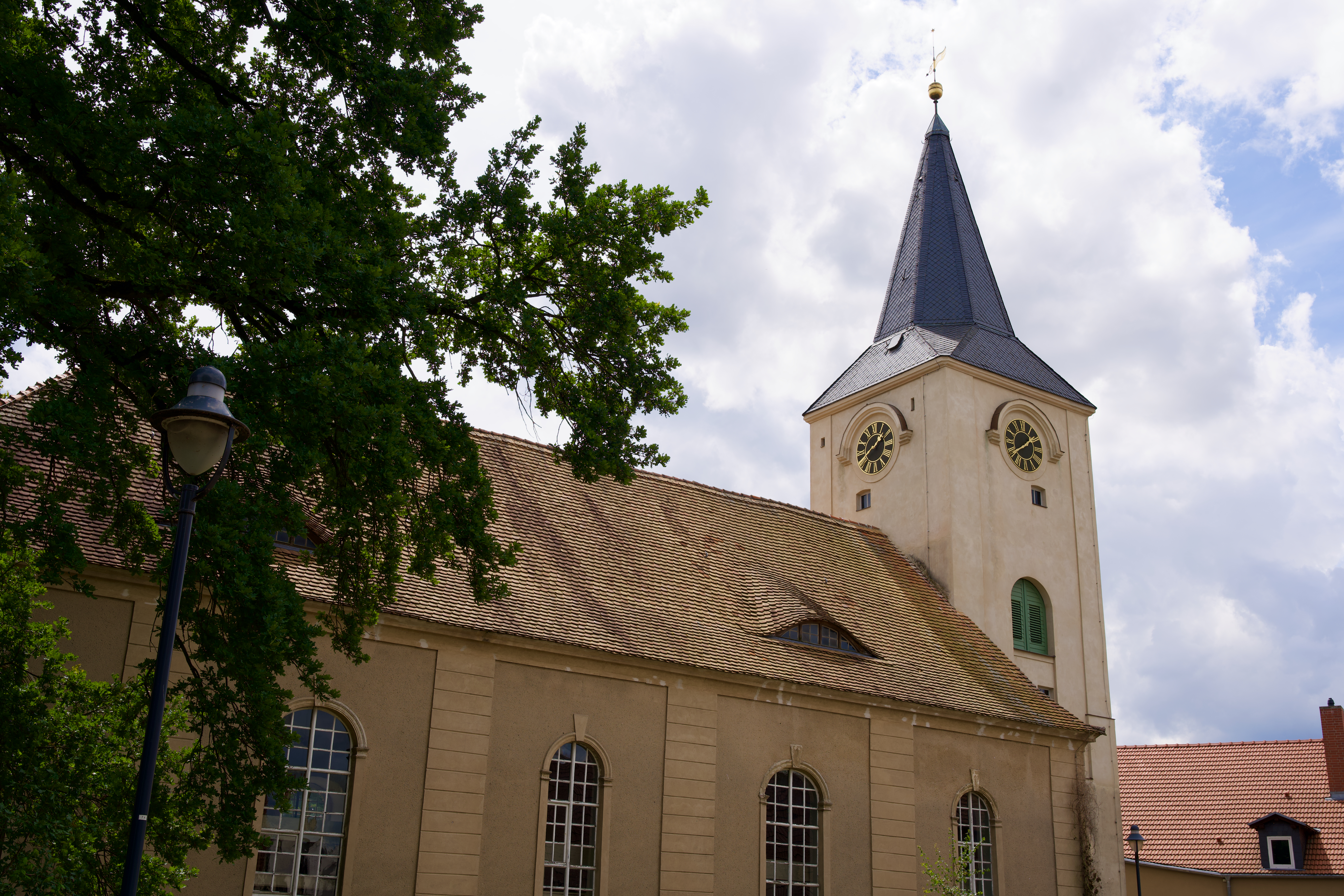
Außenansicht
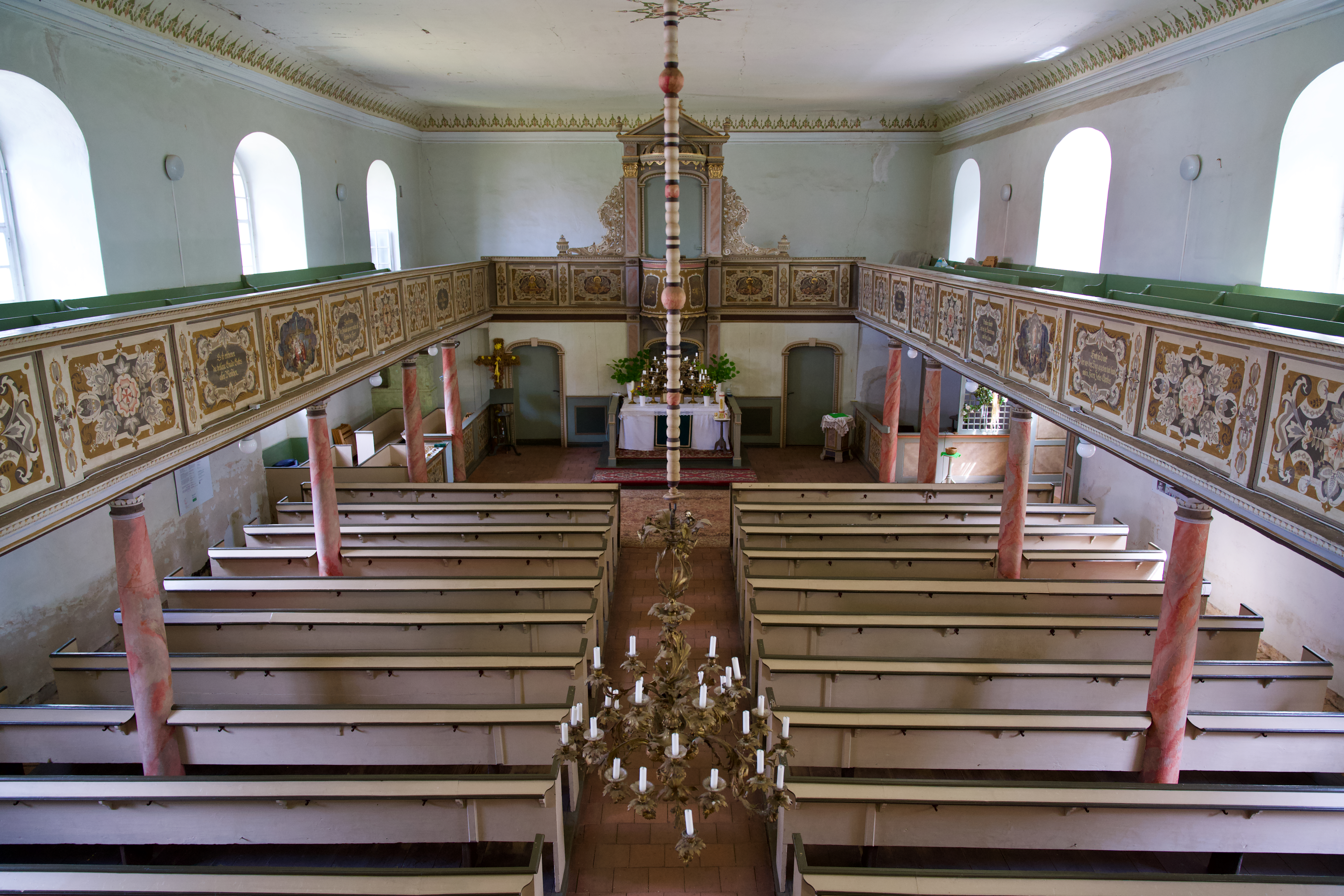
Blick von der Orgelempore
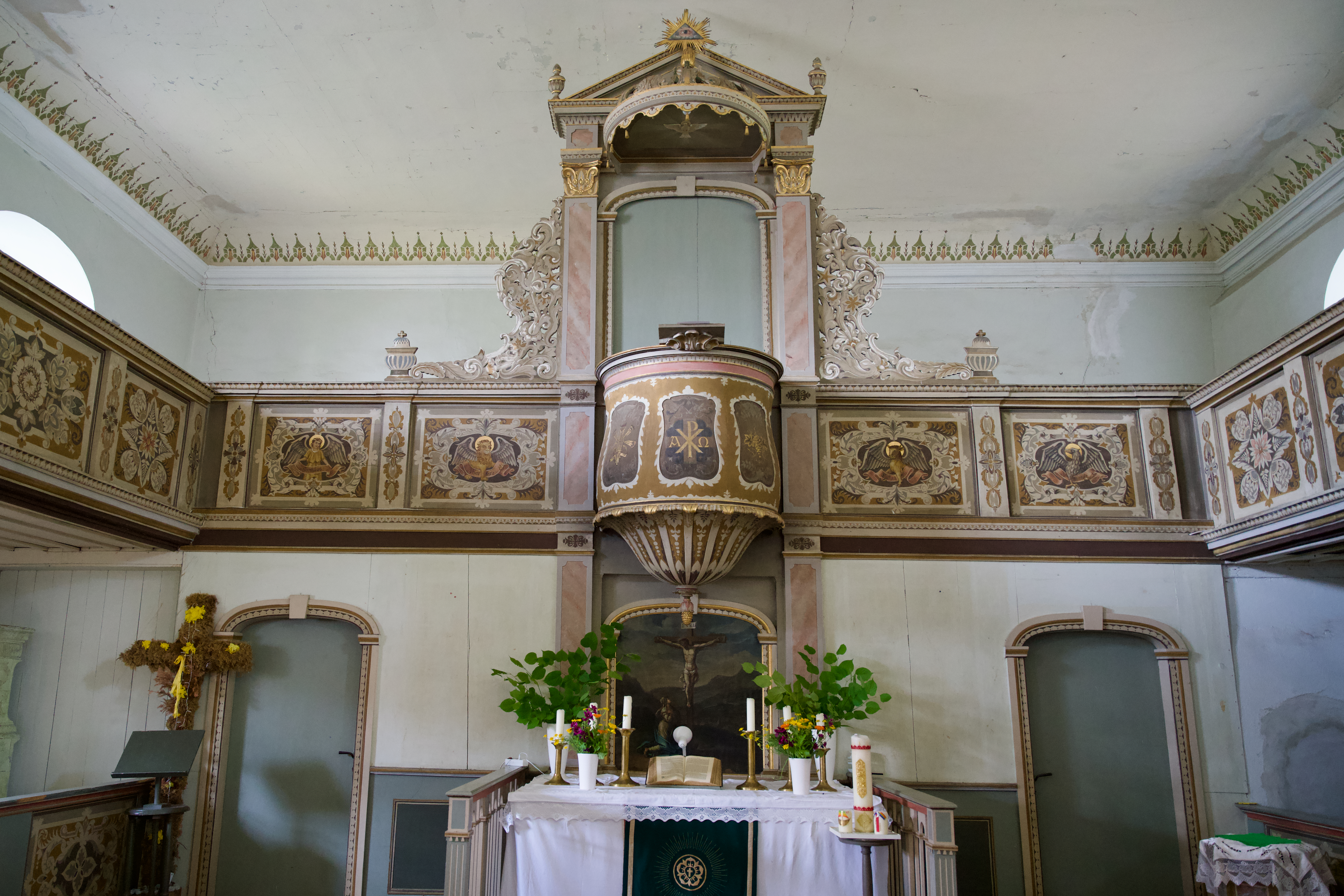
Kanzelaltar
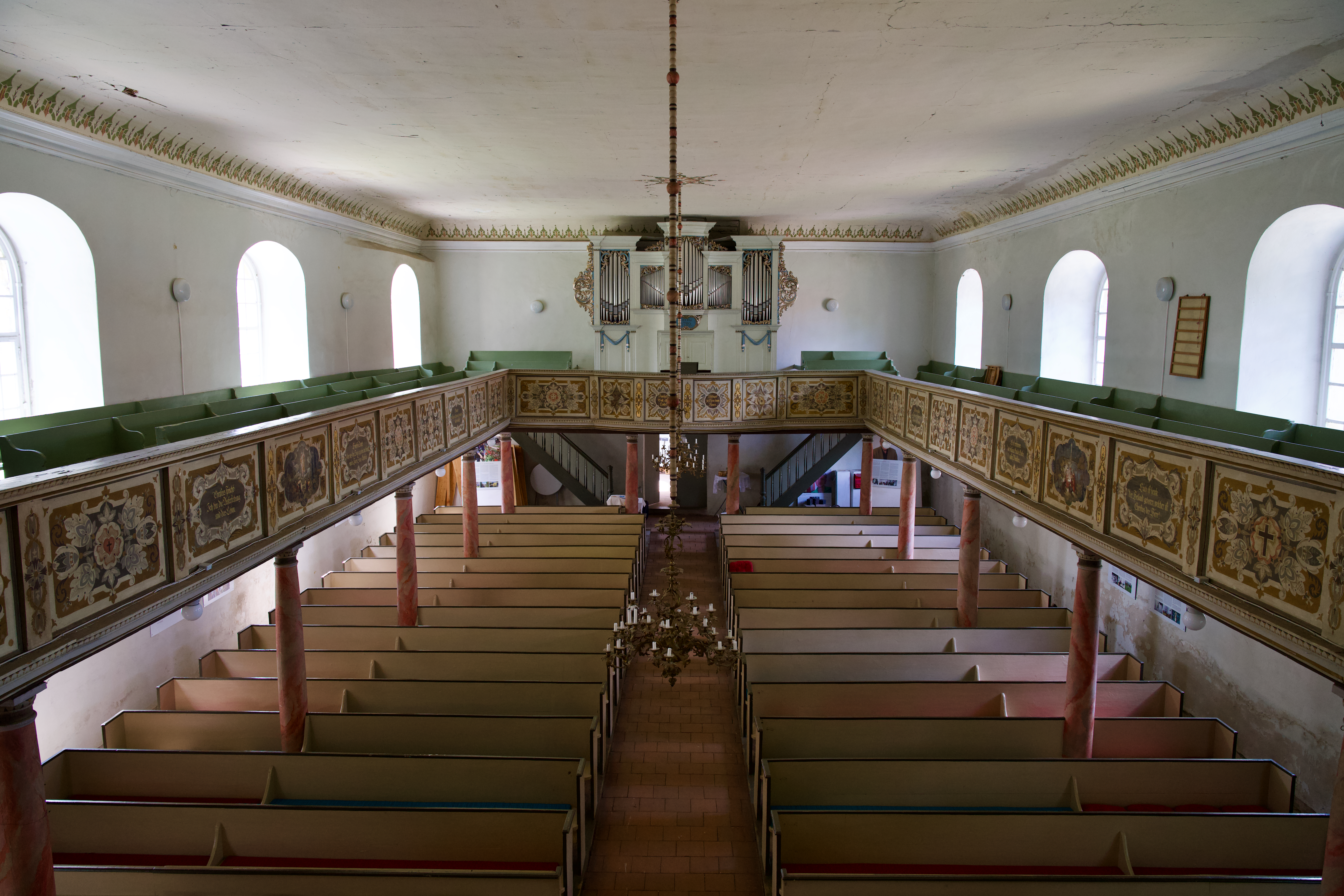
Innenansicht Richtung Westen
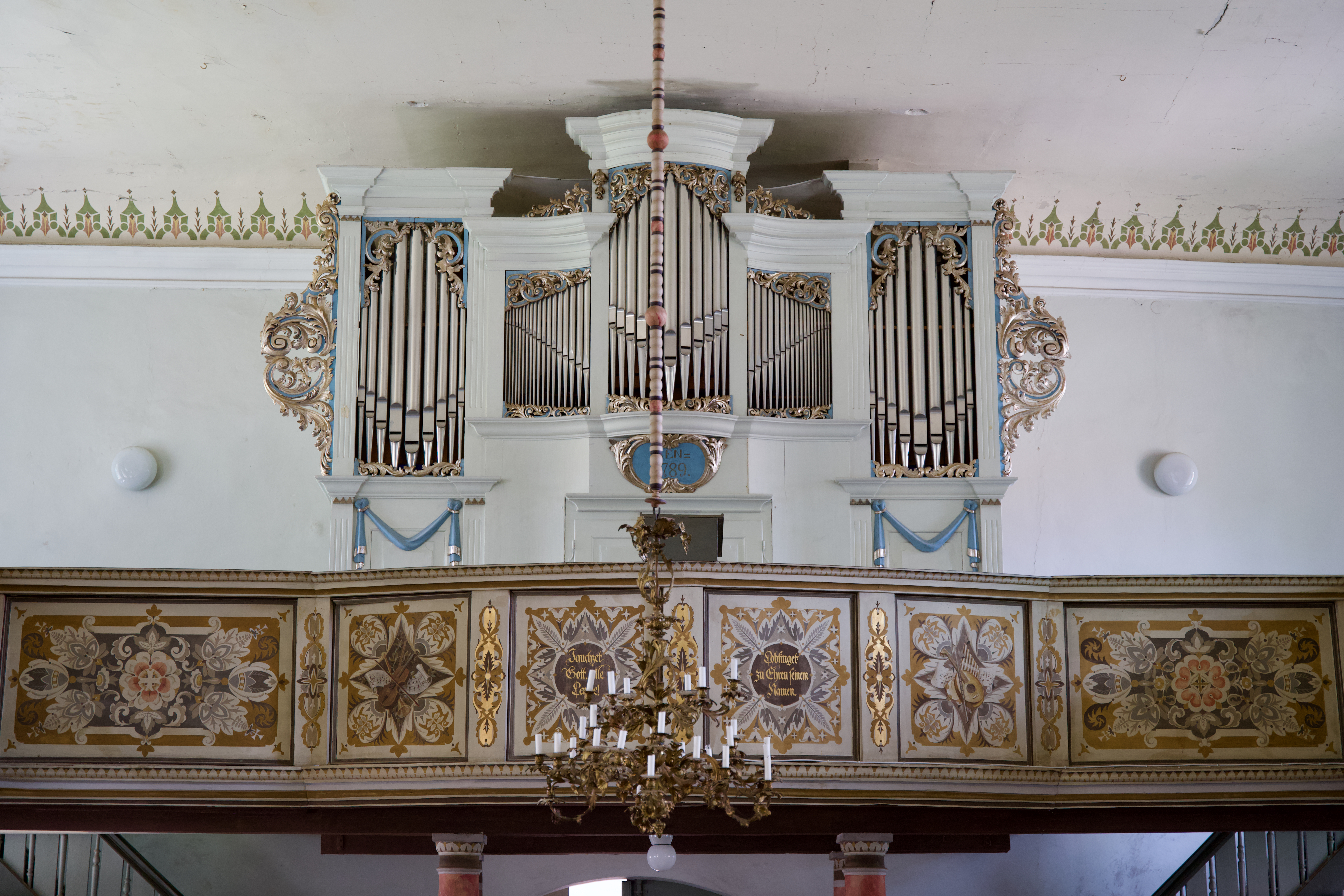
Wagner-Orgel

## Kirchhof
Der Kirchhof der Stadtkirche Pritzerbes wird im östlichen Teil noch heute als kirchlicher Friedhof genutzt. Auf ihm stehen eine Trauerhalle und ein Kriegerdenkmal für die gefallenen Soldaten im Ersten und Zweiten Weltkrieg. An der Nordseite der Kirche befindet sich ein separat unter Denkmalschutz stehendes Grabmal des Pritzerber Bürgerfamilie Freidank von 1864.